# 美国众议院警卫官
美国众议院警卫官（英語：Sergeant at Arms of the United States House of Representatives），是美国众议院的警卫官，肩负众议院的执法、礼仪及行政责任。警卫官由全体众议员在每届国会的开幕期间选举产生。现任警卫官是美國陸軍退役少將威廉姆·沃克（William J. Walker），自2021年4月26日上任，為首位非洲裔美國人出任此職務。

## 责任
身为众议院的首要执法人员，警卫官负责美国国会大厦众议院一翼、众议院办公楼以及周边地面的安保工作。根据众议院议长或其他领导官员的指令，警卫官辅佐维持众议院会议厅的秩序和礼节。
警卫官还负责国会议员、国会职员、来访的国内外贵宾及游客的安保工作。为此，众议院警卫官会联合参议院警卫官及国会大厦建筑总监共同工作，并与国会大厦警察总长作为当然成员组成国会大厦治安委员会。
在传统和习惯上，警卫官会承担一些礼节性和典礼上的工作，包括带领总统就职典礼、参众两院联席会议、国会正式演讲的行进队列；接待和护卫来访的外国贵宾；监督国会葬礼的安排。
在众议院日常会期中，警卫官会手持由银和乌木打造的美国众议院权杖，带领议长走上议席。在众议院会议进行期间，权杖会被安放在议长右边的一个基座上。当众议院会议变为众议院审议国情咨文全体委员会时，警卫官会将权杖移至较低位置，基本离开大众视线。根据众议院议事规则，当议员偶然间行为失控时，警卫官会根据议长命令，从基座上拿起权杖，向该议员展示，以恢复秩序。
警卫官还为众议院议员、职员及访客的安保工作及其他行动提供相应的行政服务。

## 国会大厦导览委员会
除了在国会大厦治安委员会的工作外，众议院警卫官还与参议院警卫官、国会大厦建筑总监一同在国会大厦导览委员会工作。该委员会领导国会大厦导览部。导览部负责向国会大厦访客提供导览服务，也有针对部分游客的特别服务。

## 副警卫官
副警卫官是辅佐警卫官的重要职位。警卫官会在其权力范围内作出一些重要决定，而副警卫官会执行这些决定。现任副警卫官是凯瑞·汉利（Kerri Hanley）。